# Michael Lorimer
Michael Lorimer (* 1946) ist ein US-amerikanischer klassischer Gitarrist und Musikpädagoge.

## Leben
Lorimer hatte ab dem elften Lebensjahr Gitarrenunterricht und trat bald in Recitals auf. Er bewarb sich um die Meisterkurse von Andrés Segovia in Siena und Santiago de Compostela, wurde jedoch zunächst an dessen Assistenten Ailirio Díaz verwiesen. Erst seine Interpretation von Joan Manéns Fantasía-Sonata überzeugte Segovia, seinen Unterricht zu übernehmen, und er wurde der Lieblingsschüler des Meisters, der später urteilte: Michael Lorimer is one of the most talented young guitarists of these times and is the one that I appreciate the most.
In den frühen 1960er Jahren bearbeitete Lorimer Lautenwerke – u. a. von John Dowland und Silvius Leopold Weiss – für die Gitarre. 1965 spielte er Chitarrone in Alan Curtis’ Produktion von Claudio Monteverdis Oper L’incoronazione di Poppea mit Originalinstrumenten. 1966–67 besuchte er die Kurse Karlheinz Stockhausens an der University of California in Davis. In Zusammenarbeit mit ihm komponierte Stockhausen sein Stück Spiral für Gitarre.
Engagiert von dem Impresario Sol Hurok unternahm Lorimer in den 1970er Jahren Tourneen durch die USA und im Ausland mit Auftritten u. a. in der Tully Hall in New York, der Orchestra Hall in Chicago und im Queen Elizabeth Auditorium in London. Als erster amerikanischer Gitarrist wurde er zu zwei große Konzertreisen (1975 und 1977) in die Sowjetunion eingeladen.
1987 veröffentlichte er mit dem Saldívar Codex No. 4 die beste noch erhaltenene Sammlung spanischer instrumentaler Tanzmusik des frühen 18. Jahrhunderts. Neben der Erforschung des Erbes der Renaissance und des Barock wirkte Lorimer auch an der Schaffung neuer Gitarrenwerke wichtiger lebender Komponisten mit, darunter William Albright, Leslie Bassett, William Bolcom, Curtis Curtis-Smith, Thea Musgrave und William Neil, und bearbeitete, spielte und veröffentlichte Werke von Ernesto Cordero, John Anthony Lennon, Ernesto García de León, John Major, Atanas Ourkouzounov und anderen. Er spielte als Erster nach Segovia die Konzerte von Manuel María Ponce und Heitor Villa-Lobos in den USA, die amerikanischen Erstaufführungen der Konzerte von André Previn, Maurica Ohana und Leo Brouwer und die amerikanische und europäische Erstaufführung von Tōru Takemitsus Folios.
Daneben gibt Lorimer weltweit Meisterkurse. Von 1965 bis 1978 leitete er die Gitarrenabteilung am San Francisco Conservatory of Music. Von 1980 bis 1982 war er Distinguished Visiting Professor an der University of North Carolina at Wilmington. Zu seinen Schülern zählen die klassischen Gitarristen Larry Almeida, Robert Barto, David Brandon (der Duettpartner von Christopher Parkening), Scott Cmiel, Ricardo Cobo, Sam Dorsey, Alexander Dunn, Lawrence Ferrara, Philip de Fremery (Lehrer von Benjamin Verdery), Alan Krantz, Scott Kritzer, Charles Mokotoff, Robert Nathanson, Paul Odette, Tom Patterson, Ron Pearl (Lehrer von William Kanengiser), David Perry, Charles Postlewaite, Lee Ryan (Lehrer von John Dearman), David Tanenbaum, Scott Tennant und Frank Wallace und aus dem Bereich des Jazz und anderer Stilrichtungen Paul Bollenback, Tony Romano und Greg Skaff. Die Guitar Foundation of America zeichnete ihn 2014 mit dem Artistic Achievement Award aus.